# 金承奎
金 承奎（キム・スンギュ、1990年9月30日 - ）は、大韓民国・蔚山広域市出身のプロサッカー選手。Jリーグ・FC東京所属。ポジションはゴールキーパー（GK）。韓国代表。

## クラブ経歴

### 蔚山現代FC
2006年、高校1年生のときにドラフト会議で指名を受け蔚山現代FCに加入。2007年に行われた2007 FIFA U-17ワールドカップのU-17韓国代表では唯一のプロ登録選手となった。2008年11月22日の浦項スティーラース戦で延長後半終了間際に投入され、史上初の高校生Kリーガーが誕生した。
2013年、金永光が負傷離脱したことがきっかけで正GKの座を掴み、Kリーグベスト11を獲得し、韓国代表にも選出された。
また、2014年にはKリーグ・オールスター戦の人気投票でGK部門では全体の82%となる99933票を獲得し、2015年にもKリーグ・オールスター戦の人気投票で2年連続の1位を獲得した。

### ヴィッセル神戸
2016年、Jリーグ・ヴィッセル神戸に完全移籍。自身初の海外クラブでのプレーとなり、レギュラーとして出場した。
2017年10月14日の浦和レッズ戦では、アシストを記録。このシーズンもレギュラーとして活躍した。
2018年もレギュラーとして出場するも、10月20日に行われた第30節・川崎フロンターレ戦で5失点をした次の試合から前川黛也にレギュラーを奪われた。
2019年は開幕戦から3試合連続レギュラーとして出場したが、第4節の清水エスパルス戦では新たにFCバルセロナから加入したセルジ・サンペールがベンチ入りしたこともあり、外国人枠の影響でベンチを外れ、不本意な形で前川に再びレギュラーの座を譲ることとなってしまった。現役韓国代表でありながら、外国人枠でベンチ外となることに韓国メディアは「（外国人枠の）被害受ける」と伝えた。

### 韓国復帰
2019年シーズン開幕前、Jリーグで外国人選手の登録が無制限となり、チームで出場機会が減るため移籍したいとチーム側に伝えたが、「夏の移籍市場まで待ってみよう」と説明を受けた。
だがキムの予想通り外国人枠の問題で出場機会が減り、7月26日に古巣の蔚山現代FCへ復帰。復帰戦では、Kリーグで自身初となるアシストを挙げ、チームの勝利に貢献した。

### 柏レイソル
2020年1月10日、J1リーグに昇格した柏レイソルに完全移籍加入することが発表された。自身にとって約半年ぶりのJリーグ復帰となった。中村航輔との日韓代表のポジション争いが期待されていたが、その中村がちばぎんカップ ジェフユナイテッド市原・千葉戦にて負傷。中村に代わってピッチに入った。その後はルヴァンカップ第1節・ガンバ大阪戦やJリーグ開幕戦・北海道コンサドーレ札幌戦で活躍。一時は怪我から復帰した中村にポジションを奪われ、ベンチにも入れない時期もあったが、中村が再負傷しチームを離脱すると、再びレギュラーに君臨。10月7日、ルヴァン杯準決勝の横浜F・マリノス戦で好セーブを連発し、決勝進出に貢献。
2022シーズンも引き続きレギュラーとして開幕からプレーしていたが、5月頃から若手の佐々木雅士にポジションを奪われ、メンバーから外れる試合が増えた。

### アル・シャバブ・サウジ
2022年7月、サウジアラビア1部アル・シャバブ・サウジへ完全移籍することが発表された。

### FC東京
2025年6月7日、FC東京へ完全移籍することが発表された。

## 代表経歴
2013年に代表に初選出され、2014 FIFAワールドカップのメンバーに選出された。本大会では守護神チョン・ソンリョンが第2戦アルジェリア戦で判断ミスから失点したため、第3戦ベルギー戦で先発に抜擢された。結果的に自身は1失点を喫し、チームは敗退。未勝利でのグループステージ敗退となった。
AFCアジアカップ2015では、キム・ジンヒョンがレギュラーを務めたため、自身は第2戦クウェート戦のみの出場となった。大会後にジンヒョンからポジションを奪取し、EAFF東アジアカップ2015ではレギュラーを務めた。
2018 FIFAワールドカップでは、レギュラーとしての活躍が期待されながらもチョ・ヒョンウにポジションを奪われ、本大会間近でのスタメン落ちとなった。
その後は再びポジションを奪取し、AFCアジアカップ2019、2022 FIFAワールドカップではレギュラーで活躍した。
AFCアジアカップ2023では、レギュラーとして出場していたが、初戦後に怪我でチームを離脱した。

## 私生活
2024年4月29日、モデルのキム・ジンギョンと6月に結婚することが発表され、6月17日にソウル市内で結婚式が行われた。

## 所属クラブ
- チョナ小学校[1]
- 現代中学校[1]
- 現代高等学校[1]
- 2006年 - 2015年  蔚山現代FC[1]
- 2016年 - 2019年7月  ヴィッセル神戸[1]
- 2019年7月 - 同年12月  蔚山現代FC
- 2020年 - 2022年7月  柏レイソル
- 2022年7月 - 2025年6月  アル・シャバブ・サウジ
- 2025年6月 -   FC東京

## 個人成績
| 国内大会個人成績 | 国内大会個人成績       | 国内大会個人成績 | 国内大会個人成績     | 国内大会個人成績 | 国内大会個人成績 | 国内大会個人成績 | 国内大会個人成績 | 国内大会個人成績 | 国内大会個人成績 | 国内大会個人成績 | 国内大会個人成績 |
| 年度             | クラブ                 | 背番号           | リーグ               | リーグ戦         | リーグ戦         | リーグ杯         | リーグ杯         | オープン杯       | オープン杯       | 期間通算         | 期間通算         |
| 年度             | クラブ                 | 背番号           | リーグ               | 出場             | 得点             | 出場             | 得点             | 出場             | 得点             | 出場             | 得点             |
| 韓国             | 韓国                   | 韓国             | 韓国                 | リーグ戦         | リーグ戦         | リーグ杯         | リーグ杯         | FA杯             | FA杯             | 期間通算         | 期間通算         |
| ---------------- | ---------------------- | ---------------- | -------------------- | ---------------- | ---------------- | ---------------- | ---------------- | ---------------- | ---------------- | ---------------- | ---------------- |
| 2006             | 蔚山                   |                  | Kリーグ/ Kクラシック | 0                | 0                | 0                | 0                | 0                | 0                | 0                | 0                |
| 2007             | 蔚山                   |                  | Kリーグ/ Kクラシック | 0                | 0                | 0                | 0                | 0                | 0                | 0                | 0                |
| 2008             | 蔚山                   |                  | Kリーグ/ Kクラシック | 2                | 0                | 0                | 0                | 0                | 0                | 2                | 0                |
| 2009             | 蔚山                   | 40               | Kリーグ/ Kクラシック | 0                | 0                | 0                | 0                | 0                | 0                | 0                | 0                |
| 2010             | 蔚山                   | 40               | Kリーグ/ Kクラシック | 3                | 0                | 4                | 0                | 1                | 0                | 8                | 0                |
| 2011             | 蔚山                   | 18               | Kリーグ/ Kクラシック | 2                | 0                | -                | -                | 0                | 0                | 2                | 0                |
| 2012             | 蔚山                   | 18               | Kリーグ/ Kクラシック | 12               | 0                | -                | -                | 0                | 0                | 12               | 0                |
| 2013             | 蔚山                   | 18               | Kリーグ/ Kクラシック | 32               | 0                | -                | -                | 2                | 0                | 34               | 0                |
| 2014             | 蔚山                   | 18               | Kリーグ/ Kクラシック | 29               | 0                | -                | -                | 1                | 0                | 30               | 0                |
| 2015             | 蔚山                   | 18               | Kリーグ/ Kクラシック | 32               | 0                | -                | -                | 1                | 0                | 33               | 0                |
| 日本             | 日本                   | 日本             | 日本                 | リーグ戦         | リーグ戦         | リーグ杯         | リーグ杯         | 天皇杯           | 天皇杯           | 期間通算         | 期間通算         |
| 2016             | 神戸                   | 18               | J1                   | 34               | 0                | 2                | 0                | 1                | 0                | 37               | 0                |
| 2017             | 神戸                   | 18               | J1                   | 31               | 0                | 5                | 0                | 3                | 0                | 39               | 0                |
| 2018             | 神戸                   | 18               | J1                   | 30               | 0                | 0                | 0                | 2                | 0                | 32               | 0                |
| 2019             | 神戸                   | 18               | J1                   | 12               | 0                | 1                | 0                | 0                | 0                | 13               | 0                |
| 韓国             | 韓国                   | 韓国             | 韓国                 | リーグ戦         | リーグ戦         | リーグ杯         | リーグ杯         | FA杯             | FA杯             | 期間通算         | 期間通算         |
| 2019             | 蔚山                   | 81               | K1                   | 16               | 0                | -                | -                | 0                | 0                | 16               | 0                |
| 日本             | 日本                   | 日本             | 日本                 | リーグ戦         | リーグ戦         | リーグ杯         | リーグ杯         | 天皇杯           | 天皇杯           | 期間通算         | 期間通算         |
| 2020             | 柏                     | 17               | J1                   | 24               | 0                | 3                | 0                | -                | -                | 27               | 0                |
| 2021             | 柏                     | 17               | J1                   | 35               | 0                | 1                | 0                | 1                | 0                | 37               | 0                |
| 2022             | 柏                     | 18               | J1                   | 13               | 0                | 0                | 0                | 0                | 0                | 13               | 0                |
| サウジアラビア   | サウジアラビア         | サウジアラビア   | サウジアラビア       | リーグ戦         | リーグ戦         | リーグ杯         | リーグ杯         | オープン杯       | オープン杯       | 期間通算         | 期間通算         |
| 2022-23          | アル・シャバブ・リヤド | 18               | SPL                  | 30               | 0                | 1                | 0                | -                | -                | 31               | 0                |
| 2023-24          | アル・シャバブ・リヤド | 18               | SPL                  | 19               | 0                | 3                | 0                | -                | -                | 22               | 0                |
| 2024-25          | アル・シャバブ・リヤド | 18               | SPL                  |                  |                  |                  |                  | -                | -                |                  |                  |
| 日本             | 日本                   | 日本             | 日本                 | リーグ戦         | リーグ戦         | リーグ杯         | リーグ杯         | 天皇杯           | 天皇杯           | 期間通算         | 期間通算         |
| 2025             | FC東京                 | 81               | J1                   |                  |                  |                  |                  |                  |                  |                  |                  |
| 通算             | 韓国                   | 韓国             | K1                   | 128              | 0                | 4                | 0                | 3                | 0                | 135              | 0                |
| 通算             | 日本                   | 日本             | J1                   | 179              | 0                | 12               | 0                | 7                | 0                | 198              | 0                |
| サウジアラビア   | サウジアラビア         | SPL              | 49                   | 0                | 4                | 0                | -                | -                | 53               | 0                |                  |
| 総通算           | 総通算                 | 総通算           | 総通算               | 356              | 0                | 20               | 0                | 10               | 0                | 386              | 0                |

| 国際大会個人成績 | 国際大会個人成績 | 国際大会個人成績 | 国際大会個人成績 | 国際大会個人成績 | FIFA      | FIFA      |
| 年度             | クラブ           | 背番号           | 出場             | 得点             | 出場      | 得点      |
| AFC              | AFC              | AFC              | ACL              | ACL              | クラブW杯 | クラブW杯 |
| ---------------- | ---------------- | ---------------- | ---------------- | ---------------- | --------- | --------- |
| 2008             | 蔚山             |                  | 1                | 0                | -         | -         |
| 2009             | 蔚山             | 40               | 1                | 0                | -         | -         |
| 2012             | 蔚山             | 18               | 0                | 0                | 0         | 0         |
| 2014             | 蔚山             | 18               | 6                | 0                | -         | -         |
| 通算             | AFC              | AFC              | 8                | 0                | 0         | 0         |

- Jリーグ初出場（J1）- 2016年2月27日 J1 1stステージ第1節・ヴァンフォーレ甲府戦（ノエビアスタジアム神戸）

## 代表歴

### 出場大会
- U-17韓国代表
  - 2007 FIFA U-17ワールドカップ（2007年）
- U-20韓国代表
  - 2009 FIFA U-20ワールドカップ（2009年）
- U-23韓国代表
  - 2010 アジア競技大会（2010年）
  - 2014 アジア競技大会（2014年）
- 韓国代表
  - 2014 FIFAワールドカップ（2014年）
  - AFCアジアカップ2015（2015年）
  - 2018 FIFAワールドカップ（2018年）
  - AFCアジアカップ2019（2019年）
  - 2022 FIFAワールドカップ（2022年）
  - AFCアジアカップ2023（2024年）

### 試合数
- 国際Aマッチ 80試合（2013年-）[18]

| 韓国代表 | 国際Aマッチ | 国際Aマッチ |
| 年       | 出場        | 得点        |
| -------- | ----------- | ----------- |
| 2013     | 3           | 0           |
| 2014     | 4           | 0           |
| 2015     | 11          | 0           |
| 2016     | 5           | 0           |
| 2017     | 5           | 0           |
| 2018     | 10          | 0           |
| 2019     | 11          | 0           |
| 2020     | 0           | 0           |
| 2021     | 9           | 0           |
| 2022     | 14          | 0           |
| 2023     | 8           | 0           |
| 2024     |             |             |
| 通算     | 80          | 0           |

## タイトル

### クラブ
蔚山現代FC
- 国内
  - 韓国リーグカップ：2回（2007年、2011年）
  - 韓国スーパーカップ：1回（2006年）
- 国際
  - AFCチャンピオンズリーグ：1回（2012年）
  - A3チャンピオンズカップ：1回（2006年）

### 代表
U-23韓国代表
- アジア競技大会：1回（2014年）

### 個人
Kリーグ
- Kリーグベストイレブン：1回（2013年）

Jリーグ
- 優秀選手賞：1回（2016年）